# Milovická stráň
Milovická stráň je přírodní rezervace poblíž města Mikulov na jižním okraji obce Milovice v okrese Břeclav v Jihomoravském kraji. Chráněné území je v péči AOPK ČR – regionálního pracoviště Jižní Morava. Přírodní rezervace je součástí Chráněné krajinné oblasti Pálava, ptačí oblasti Pálava a evropsky významné lokality Milovický les.

## Předmět ochrany
Důvodem ochrany je zachování cenné lesní, lesostepní a stepní fytocenózy s výskytem vzácných druhů.

### Fauna
Z ohrožených druhů se zde vyskytuje bourovec trnkový (Eriogaster catax), roháč obecný (Lucanus cervus), tesařík obrovský (Cerambyx cerdo) a včelojed lesní (Pernis apivorus). Mezi evropsky významné druhy dále patří lejsek bělokrký (Ficedula albicollis), netopýr černý (Barbastella barbastellus), netopýr velkouchý (Myotis bechsteinii), pěnice vlašská (Sylvia nisoria), přástevník kostivalový (Euplagia quadripunctaria), strakapoud prostřední (Dendrocopos medius), ťuhýk obecný (Lanius collurio) a žluna šedá (Picus canus).

## Galerie

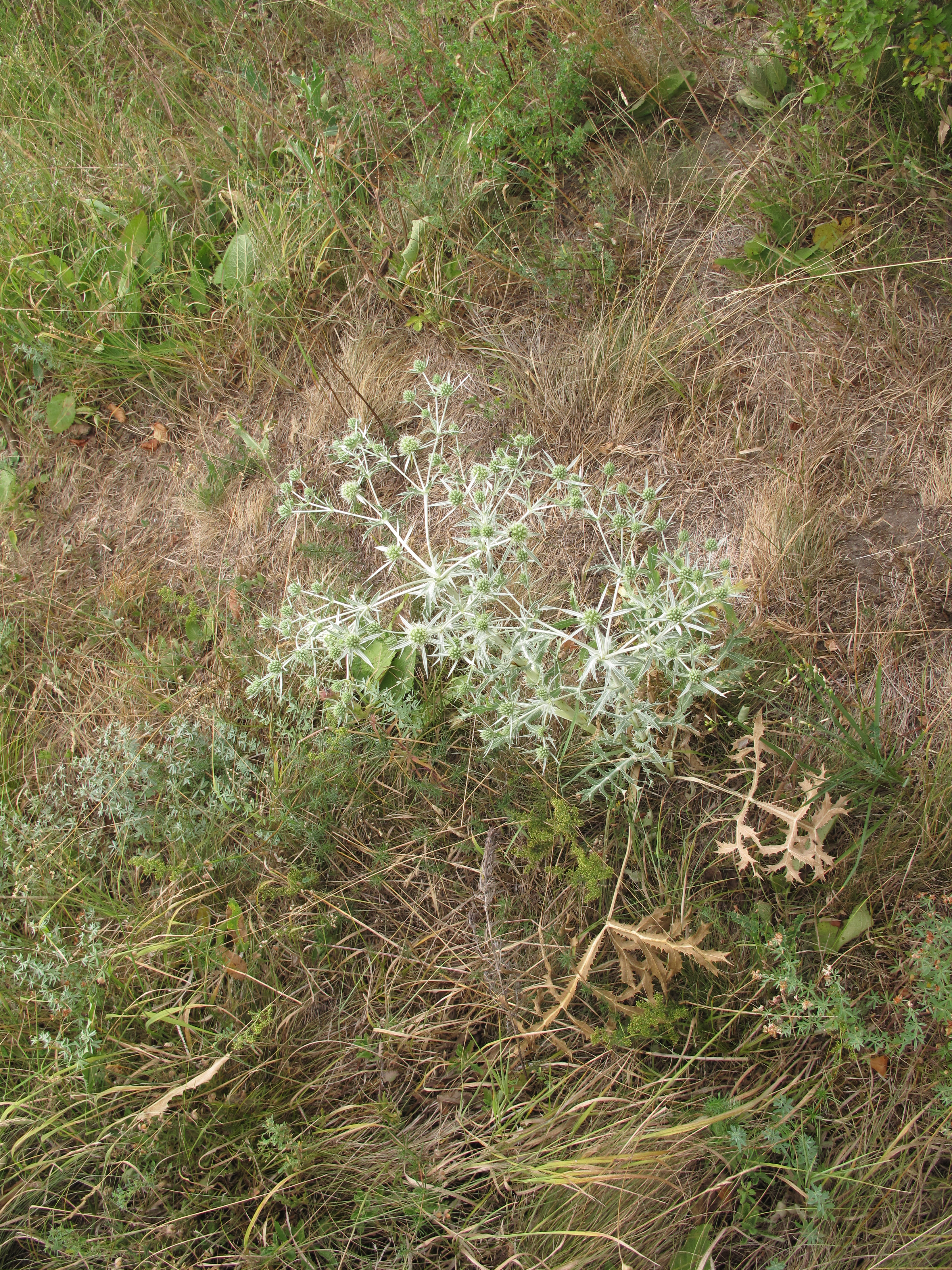
Máčka ladní
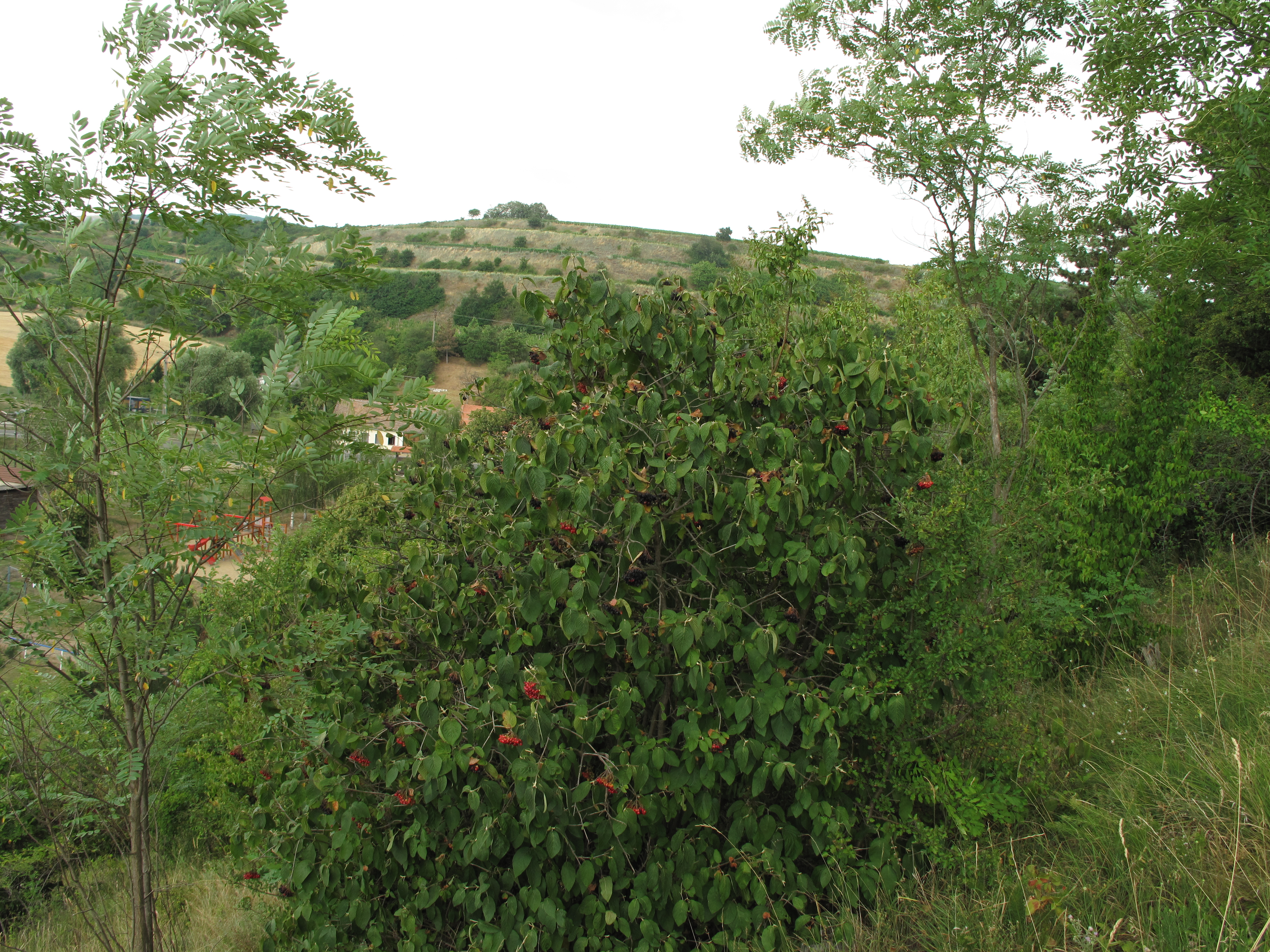
Jeřáby
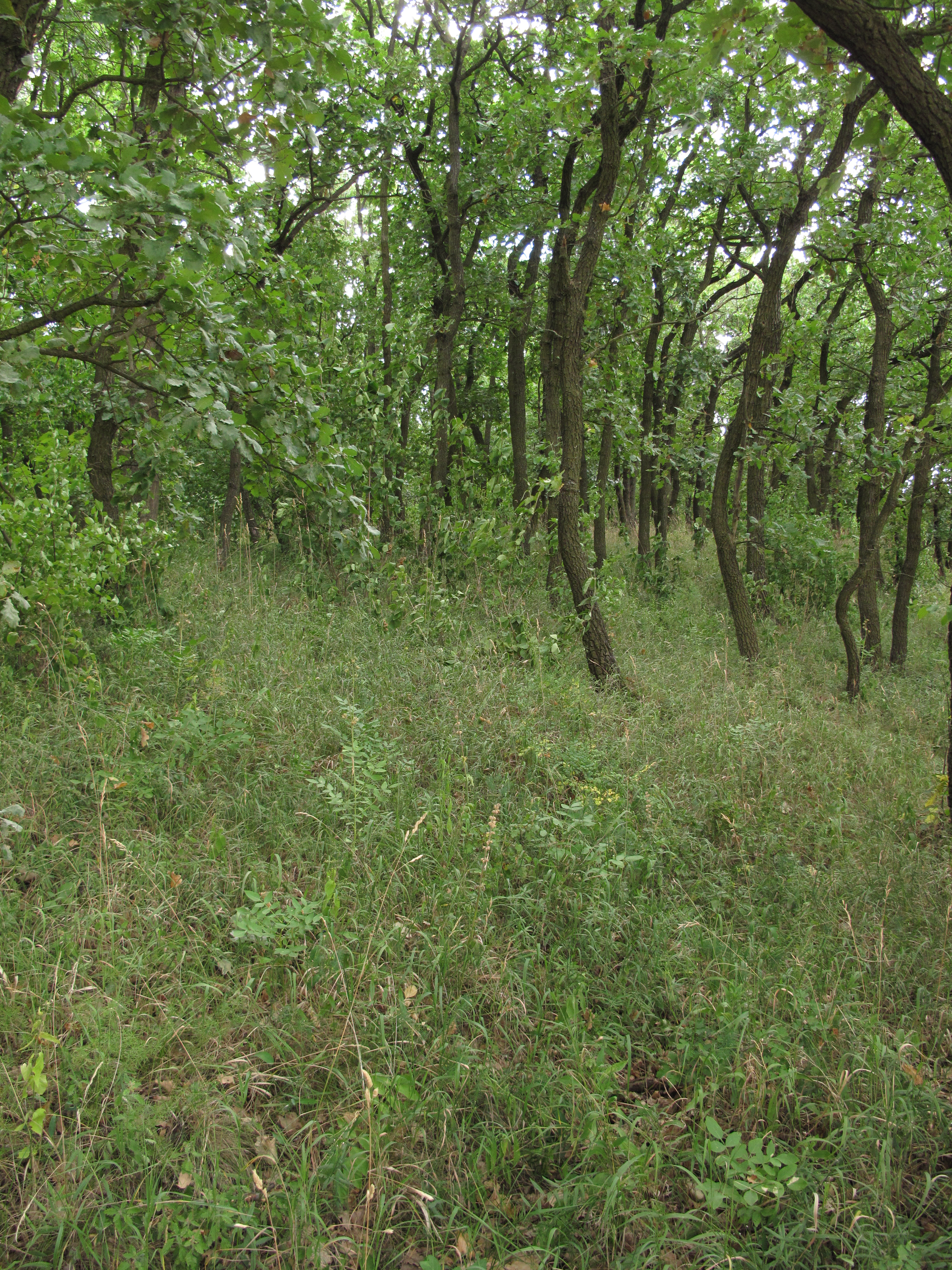
Teplomilná doubrava